# Eclipta (escarabajo)
Eclipta es un género de escarabajos longicornios de la subfamilia Cerambycinae.

## Especies
- Eclipta aberlenci (Tavakilian & Peñaherrera, 2005)
- Eclipta aegrota (Bates, 1872)
- Eclipta amabilis (Melzer, 1935)
- Eclipta amanoaphila (Peñaherrera & Tavakilian, 2003)
- Eclipta anoguttata (Bates, 1873)
- Eclipta astrigae (Tavakilian & Peñaherrera, 2003)
- Eclipta atripes (Fisher, 1952)
- Eclipta bilineaticollis (Zajciw, 1965)
- Eclipta bipunctata (Melzer, 1935)
- Eclipta birai Bezark & al., 2015
- Eclipta bistriaticollis (Zajciw, 1965)
- Eclipta bivittata (Fuchs, 1961)
- Eclipta brachialis (Bates, 1873)
- Eclipta brevipennis (Melzer, 1935)
- Eclipta castanea (Bates, 1873)
- Eclipta championella (Bates, 1880)
- Eclipta cribripennis (Bates, 1873)
- Eclipta curtipennis (Zajciw, 1966)
- Eclipta cyanea (Bates, 1885)
- Eclipta dendensis Nascimento & Santos-Silva, 2018
- Eclipta discolor (Gounelle, 1911)
- Eclipta eirene (Newman, 1841)
- Eclipta eperuaphila (Tavakilian & Peñaherrera, 2005)
- Eclipta erythrodera (Bates, 1873)
- Eclipta faurei (Peñaherrera & Tavakilian, 2003)
- Eclipta ficta Bezark, Martins & Santos-Silva, 2013
- Eclipta flavicollis (Bates, 1873)
- Eclipta fritschei (Gounelle, 1913)
- Eclipta gracilis (Fisher, 1952)
- Eclipta guianensis (Peñaherrera & Tavakilian, 2004)
- Eclipta lanuginosa (Bates, 1873)
- Eclipta lateralis (Fisher, 1952)
- Eclipta liturifera (Bates, 1873)
- Eclipta lucida Bezark, Martins & Santos-Silva, 2013
- Eclipta malacodermoides (Peñaherrera & Tavakilian, 2003)
- Eclipta malthinoides (Bates, 1870)
- Eclipta melzeri (Zajciw, 1967)
- Eclipta minuens (Giesbert, 1991)
- Eclipta nais (Gounelle, 1911)
- Eclipta nearnsi Wappes & Santos-Silva, 2017
- Eclipta nigriventris (Melzer, 1935)
- Eclipta notaticollis (Gounelle, 1911)
- Eclipta notatipes (Tavakilian & Peñaherrera, 2005)
- Eclipta perplexa (Gounelle, 1911)
- Eclipta prolixa (Bates, 1873)
- Eclipta pseudoruficollis (Tavakilian & Peñaherrera, 2005)
- Eclipta quadrispinosa (Gounelle, 1913)
- Eclipta ramulicola (Gounelle, 1911)
- Eclipta ricei Wappes & Santos-Silva, 2017
- Eclipta ruficollis (Bates, 1870)
- Eclipta sallaei (Bates, 1885)
- Eclipta seabrai (Zajciw, 1960)
- Eclipta semiflammea (Gounelle, 1911)
- Eclipta seminigra (Gounelle, 1911)
- Eclipta signaticollis (Melzer, 1922)
- Eclipta socia (Melzer, 1935)
- Eclipta subcastanea (Zajciw, 1966)
- Eclipta taraleaphila (Tavakilian & Peñaherrera, 2003)
- Eclipta thoracica (Bates, 1873)
- Eclipta transversemaculata (Tavakilian & Peñaherrera, 2005)
- Eclipta vitticollis (Bates, 1873)